# Шилько, Павел Юрьевич
Павел Юрьевич Шилько (укр. Павло Юрійович Шилько, также известный как DJ Паша; 6 августа 1977, Междуреченск, РСФСР, СССР) — украинский радио и телеведущий, музыкант, конферансье, генеральный директор Gala Radio, генеральный продюсер музыкальной премии YUNA. А также основатель и преподаватель в «V.I.P. DJ Pasha`s English club».

## Биография

### Ранние годы
Родился в Междуреченске Кемеровской области. В 1983 году вместе с семьёй перебрался в Запорожье.
Окончил школу № 97. В период с 1994 по 1999 годы учился в Киевском национальном университете. Имеет диплом филолога и переводчика с английского и испанского языков. Владеет шестью языками — украинским, русским, английским, испанским, польским и итальянским. Позднее в том же учебном заведении получил второе высшее образование (факультет психологии).

### Карьера
Начал карьеру в 1996 году.
Ведущий конкурса песни Евровидение 2005 года совместно с Марией Ефросининой. Спустя год на конкурсе в Греции Тина Кароль выступила с песней Show Me Your Love, автором текста которой был Шилько. Также он комментировал для украинского ТВ Евровидение 2002, 2003 и 2006 годов и юбилейный Congratulations. Выступал также в качестве консультанта Верки Сердючки и Сафуры. В 2017 году был официальным спикером конкурса, во второй раз проходившего в Киеве.
Рекордсмен страны по общему количеству времени радиоведущего в прямом эфире..

### Личная жизнь
Женат с 2001 года. Есть две дочери: София и Наталья.